# Saint-Loup-Cammas
Saint-Loup-Cammas – miejscowość i gmina we Francji, w regionie Oksytania, w departamencie Górna Garonna.
Według danych na rok 1990 gminę zamieszkiwało 1319 osób, a gęstość zaludnienia wynosiła 361 osób/km² (wśród 3020 gmin regionu Midi-Pireneje Saint-Loup-Cammas plasuje się na 266. miejscu pod względem liczby ludności, natomiast pod względem powierzchni na miejscu 1598.).